# Wang Shijie
Wang Shijie, född 10 november 1963, är en friidrottare från Kina. Han deltog vid olympiska sommarspelen 1984.